# Pietro de Cardona
Pietro de Cardona (Tarragona, XV secolo – Alcover, 11 aprile 1530) è stato un religioso benedettino diventato abate, vescovo di Urgell, coprincipe di Andorra (1472-1515), 36º presidente della Generalitat de Catalunya (1482-1485), arcivescovo di Tarragona (1515-1530) e luogotenente di Catalogna (1521-1523).

## Biografia
Figlio naturale di Giovanni Raimondo Folch III de Cardona, conte di Cardona e fratello del futuro conte Giovanni Raimondo Folch IV de Cardona, combatté in favore del re durante la Guerra civile catalana rimase al fianco della regina e dell'infante Ferdinando I durante l'assedio di Gerona.

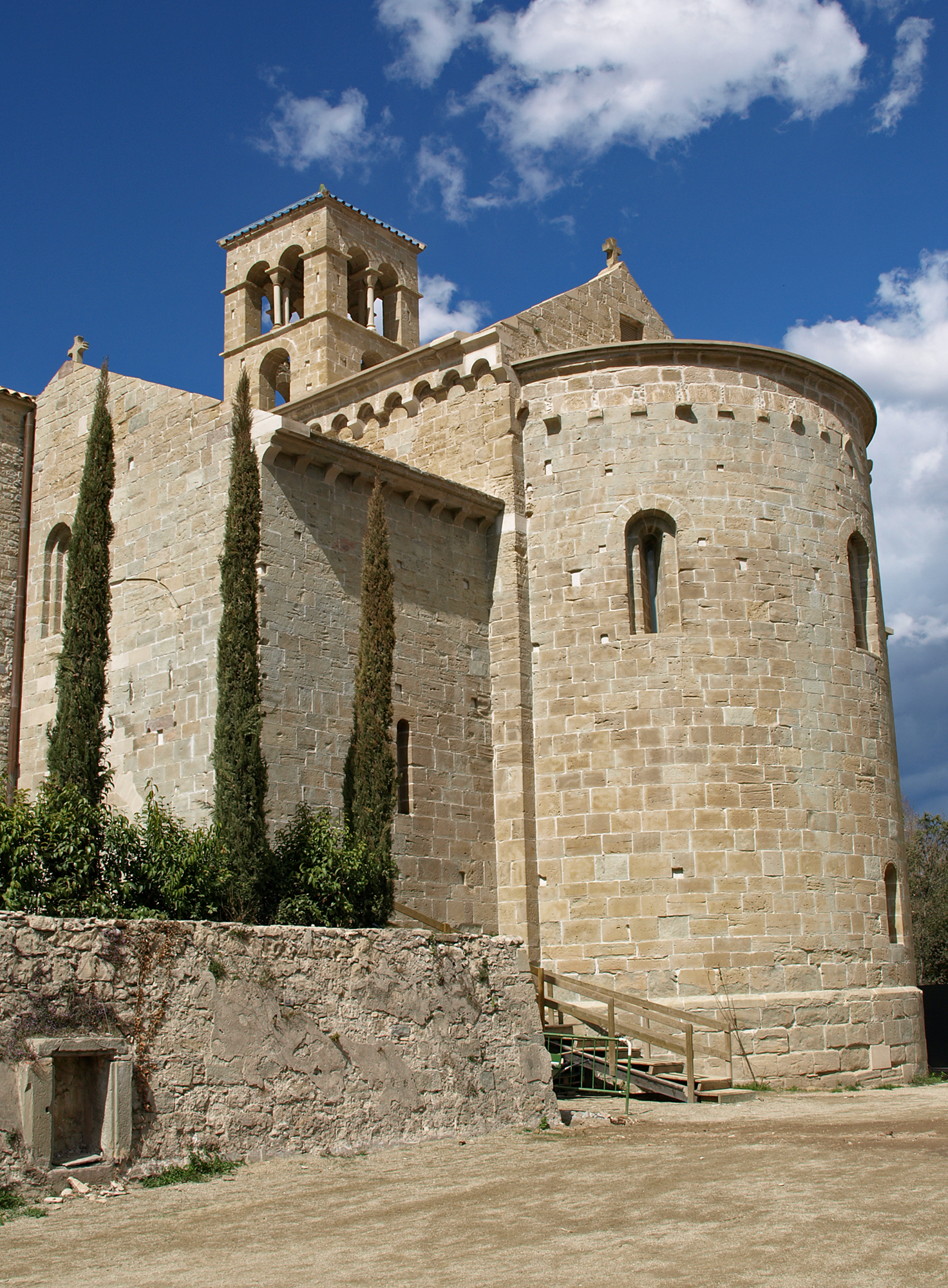
Monastero di San Benedetto de
Bages

Pietro apparteneva all'Ordine di San Benedetto e divenne abate del convento di Santa Maria de Lavaix e San Benedetto de Bages. Alla morte dello zio Giacomo de Cardona i de Gandia, Pietro gli succedette come vescovo di Urgell e coprincipe di Andorra. Partecipò alla conquista della contea di Pallars Sobirà combattendo contro il cugino Hug Roger II de Pallars Sobirà che aveva partecipato alla guerra civile catalana contro le forze regie. Durante questa campagna il padre di Pietro, Giovanni Raimondo III prese possesso della contea di Pallars Sobirà che fu annessa a quella di Cardona.
Persona colta e influente, ospitò nel suo palazzo di Barcellona alte cariche politiche come l'imperatore Carlo V e Francesco I di Francia.

### Il vescovo-guerriero
Il 23 maggio 1515 fu nominato arcivescovo di Tarragona.

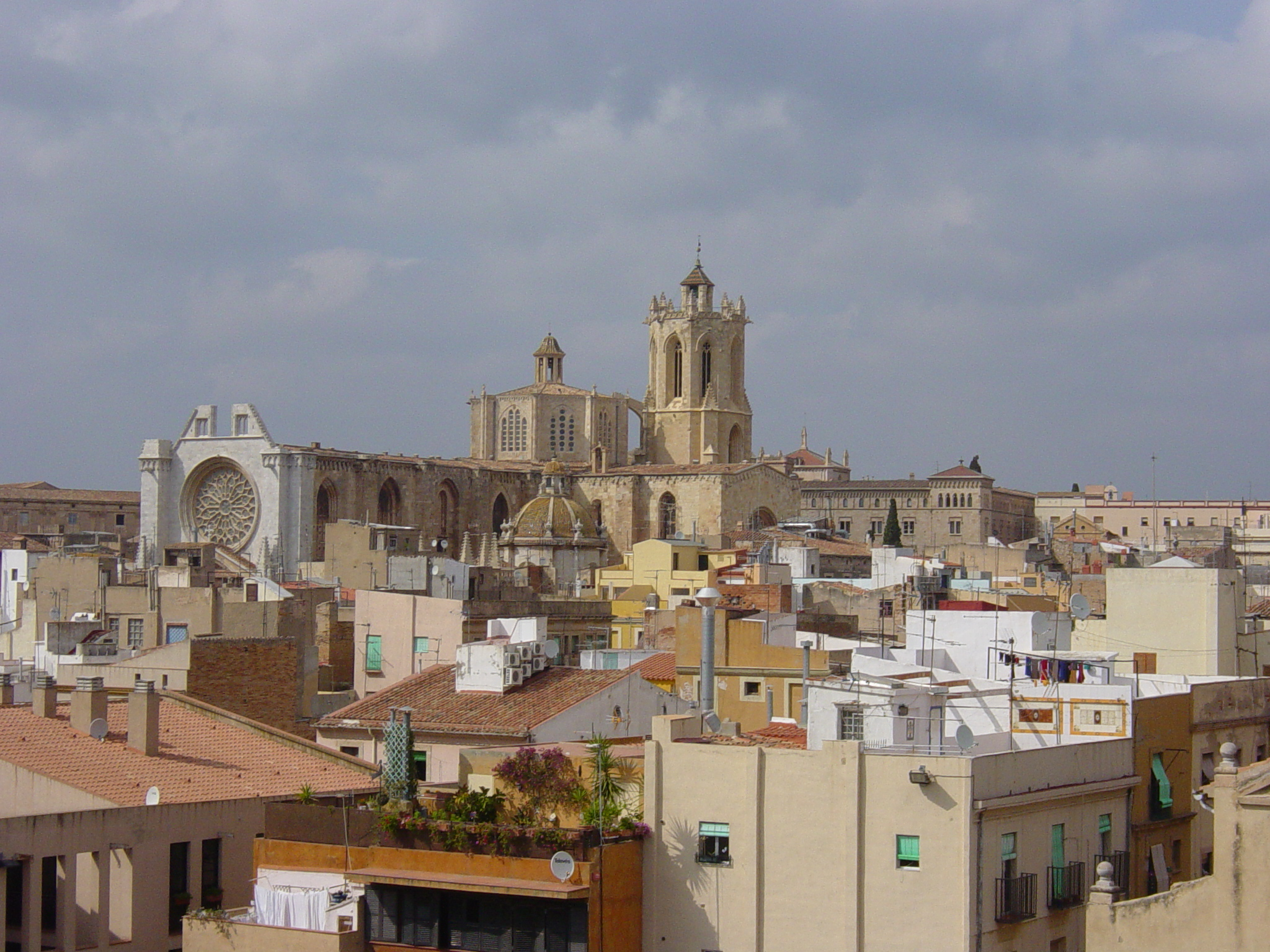
Cattedrale di Tarragona

Con la morte di Ferdinando II nel 1516 e in attesa della nomina di Carlo V a suo successore si determinò un vuoto di potere nel quale la nobiltà catalana fomentò un clima di violenza durato fino all'arrivo di Carlo a Barcellona.
Pietro fu nominato dal nuovo re e imperatore luogotenente di Catalogna, ovvero viceré di Catalogna, il 10 aprile 1521. Fra le responsabilità di questa carica c'era anche quella di proteggere la frontiera francese durante la guerra fra francesi e spagnoli.
Durante questo periodo fu affiancato dal nipote e presidente della Generalitat, Luigi de Cardona i Enríquez, che in seguito gli subentrò nel ruolo di arcivescovo.
Pietro morì ad Alcover, dove si era rifugiato durante una pestilenza, l'11 aprile 1530. Fu sepolto nella cattedrale di Tarragona.